# Vaso blu
Anforetta con amorini vendemmiatori, anche nota come Vaso blu di Pompei, è un'anfora risalente al I secolo d.C., rinvenuta negli scavi di Pompei e situata presso il Museo archeologico nazionale di Napoli.

## Storia
L'anforetta venne alla luce in una valente bottega campana, prima dell'eruzione del Vesuvio del 79. Poiché non si conosce, appunto, l'officina che la realizzò, si è ipotizzato che per affinità stilistiche si tratti della stessa bottega che produsse il vaso di Portland. Fu rinvenuta durante gli scavi archeologici di Pompei il 29 dicembre 1837, all'interno di una sepoltura. Precisamente fu estratta dalla nicchia di una tomba a camera, rivolta verso la Villa a Colonne di Mosaico.

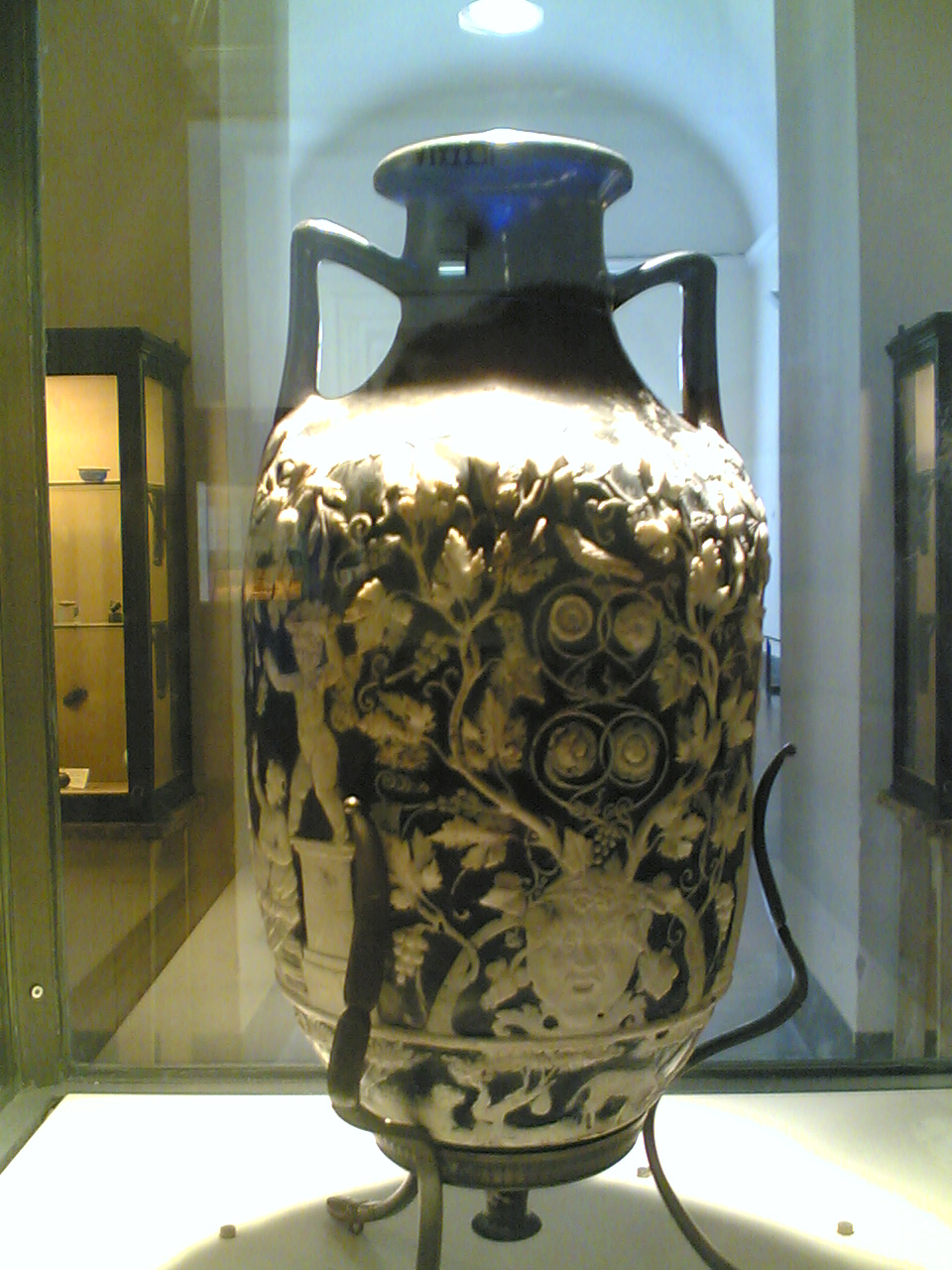
Il vaso visto interamente

Oltre ad essere un esempio della signorile prosperità in cui i pompeiani vivevano, nella prima età imperiale, è uno degli oggetti vitrei risalenti all'epoca romana che meglio si sono preservati fino ad oggi.

## Descrizione

### Tecnica e forma
L'anforetta venne realizzata con la tecnica del vetro cammeo: su una superficie scura veniva applicato uno strato di pasta vitrea bianca, su cui venivano finemente incise le immagini che possiamo vedere, in questo caso, sul vaso.
Lavorando in tal modo gli artigiani potevano ottenere un effetto simile a quello dei cammei, in maniera certamente più economica e semplice, visto che sui cammei le forme complesse venivano realizzate con difficoltà. Inoltre quest'anfora è il più noto esempio di vaso realizzato in vetro cammeo assieme al vaso di Portland.
La forma allungata di quest'opera è un riferimento ai vasi fittili che venivano impiegati per il trasporto e la successiva conservazione del vino, ed è distesa ulteriormente dal bottone che conclude il puntale sul fondo.

### Prima scena
Nella prima scena del recipiente vediamo una folta decorazione centrale di elementi naturali (foglie, papaveri, mele cotogne, rami d'alloro), che parte proprio dal corpo del vaso. Di seguito abbiamo un putto rilassato e disteso a metà su un letto, mentre mantiene un recipiente di ridotte dimensioni. Di fronte a ne vediamo un altro che suona la cetra.
I due si trovano in mezzo ad altri due amorini, alzati su dei piedistalli, che raccolgono grappoli d'uva, in una scena, quindi, che ha riferimenti bacchici.

### Seconda scena
Nella seconda scena, che sempre ci viene introdotta dalla fitta decorazione vegetale, abbiamo modo di vedere, a destra, un giovane che, munito di tirso, bastone rituale proprio di Dioniso, si occupa di pestare l'uva in un gran recipiente, che sta venendo versata da un altro fanciullo a sinistra. Seduti ai lati ci sono altri due amorini. Quello a destra suona il flauto di Pan e quello a sinistra il diaulòs.

### Decorazioni
Intorno alle scene ci sono ghirlande d'edera, rami di vite e i loro pampini e grappoli d'uva, riuniti in un girare di volute in cui si nascondono degli uccelli, con una grossa maschera da satiro bassa e centrale.
Per finire nella parte inferiore, vediamo animaletti pascolare e alberi alternati, sottostanti a un'accentuata linea orizzontale. Questi numerosi riferimenti al dio Bacco conferiscono a quest'opera un'atmosfera di giocosa leggiadria, in un ambiente naturale di magnanima fertilità nella cui vendemmia non c'è fatica.

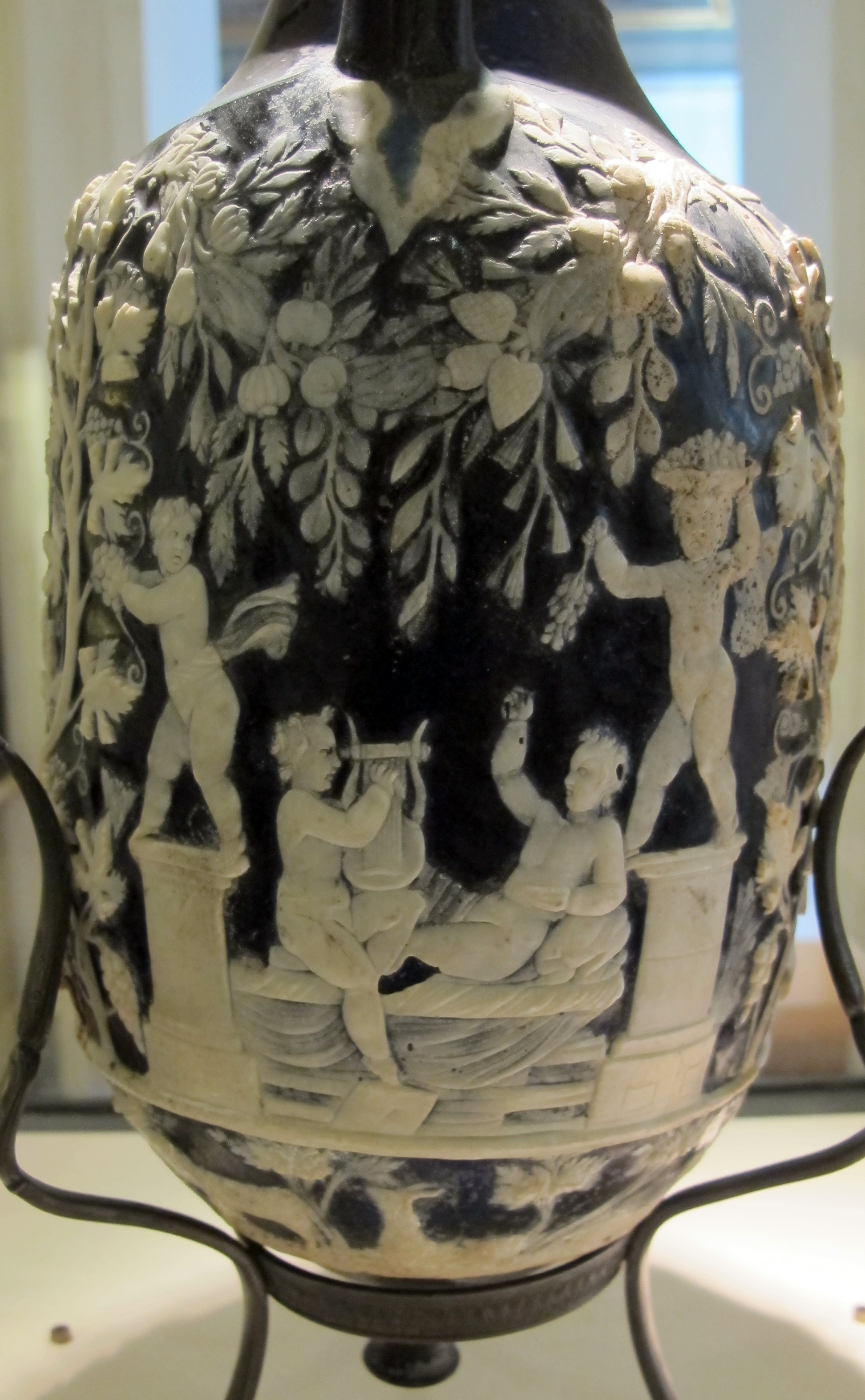
La prima scena
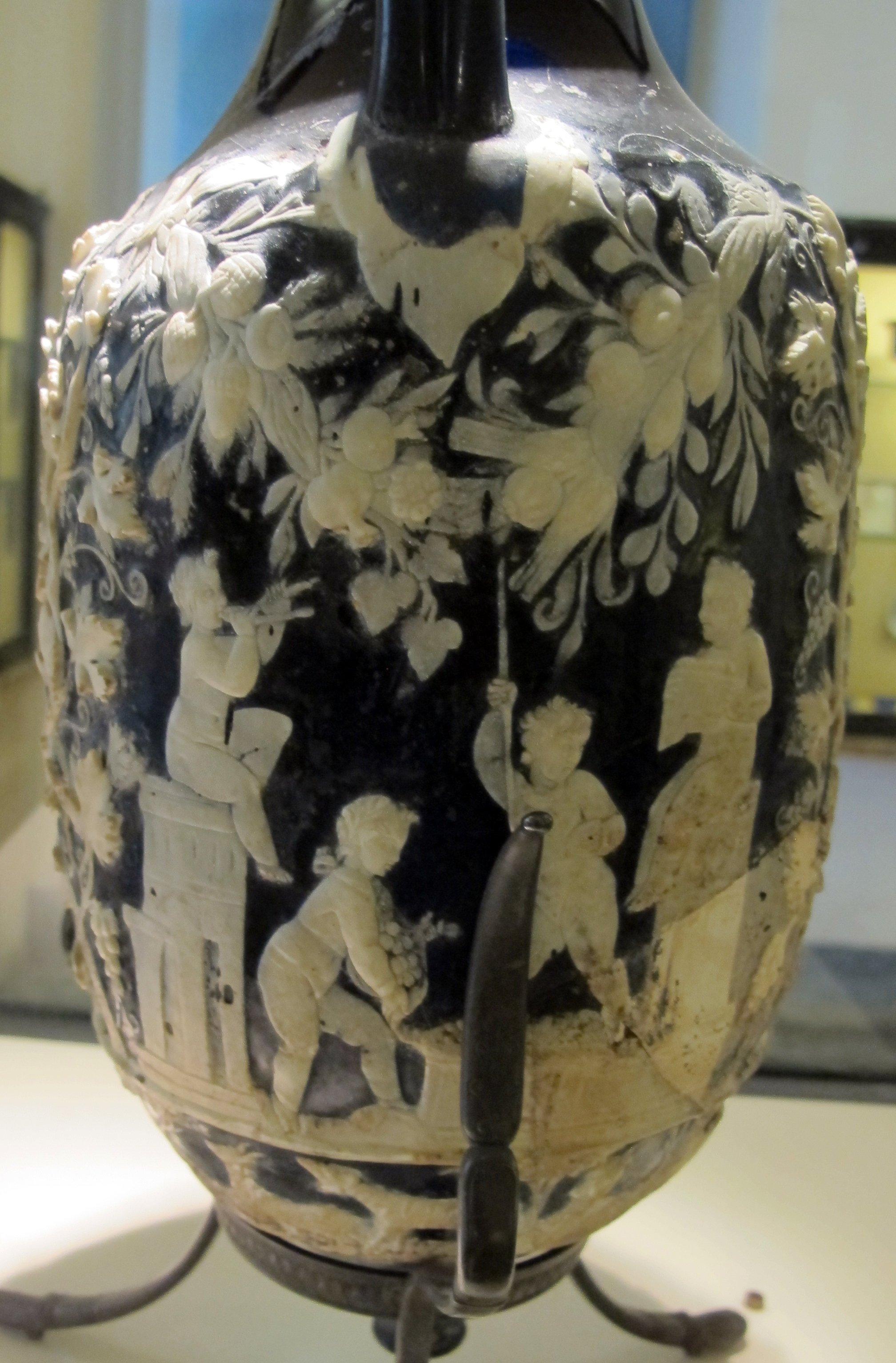
La seconda scena
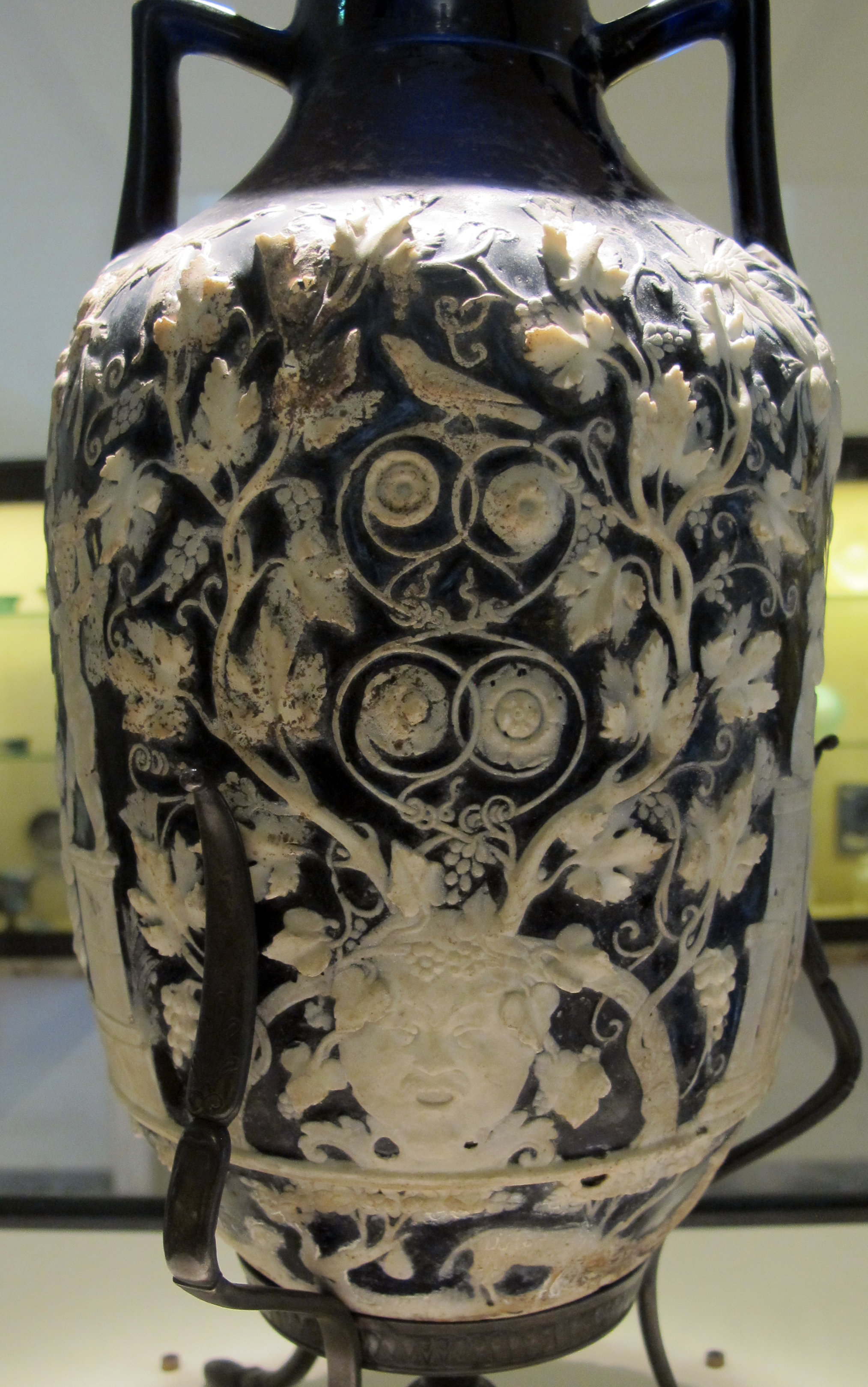
Le decorazioni che stanno tra le due scene
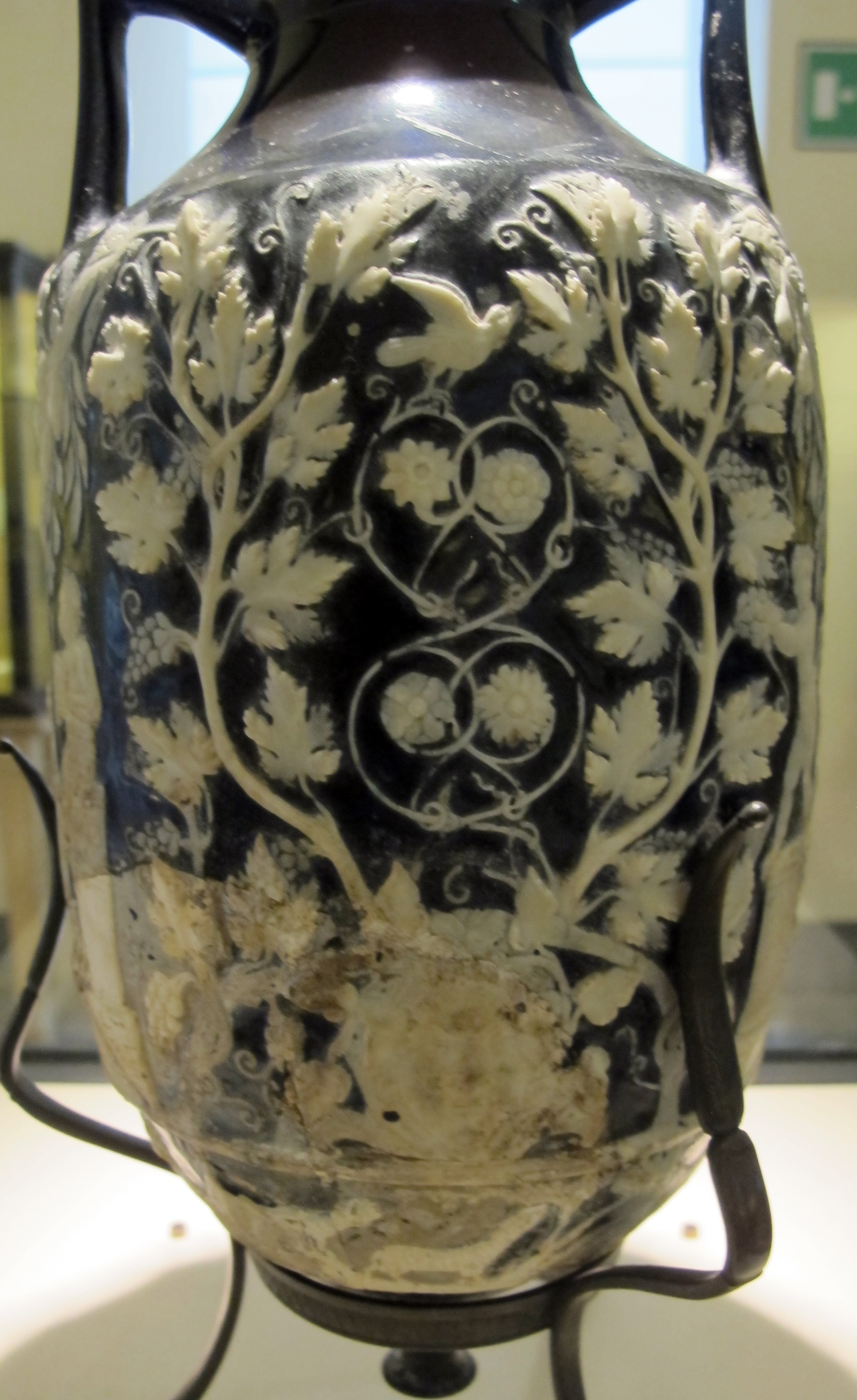
Girali e viticci